# Раціу
Раціу (рум. Rațiu) — село у повіті Сату-Маре в Румунії. Адміністративно підпорядковане місту Тешнад.
Село розташоване на відстані 429 км на північний захід від Бухареста, 44 км на південний захід від Сату-Маре, 105 км на північний захід від Клуж-Напоки.

## Населення
За даними перепису населення 2002 року у селі проживали 38 осіб, з них 37 осіб (97,4%) румунів. Рідною мовою 37 осіб (97,4%) назвали румунську.